# Latok II
Der Latok II ist ein 7108 m hoher Gipfel der Latok-Gruppe im Panmah Muztagh im Karakorum.

## Lage
Der Latok II ist ein Gipfel der Latok-Gruppe im Norden des Distrikts Skardu. Er befindet sich 2 km südwestlich des Latok I, zu welchem ein Berggrat führt. Dazwischen liegt ein 6680 m hoher Sattel. An der Südostflanke des Latok II liegt der Latok Cirque am oberen Ende des Latokgletschers, ein Tributärgletscher des Baintha-Lukpar-Gletschers und Teil des Biafogletschersystems. An der Nordflanke strömt der Choktoigletscher in östlicher Richtung.

## Besteigungsgeschichte
Erstmals bestieg den Latok II eine italienische Expedition im Jahr 1977.
Die Expeditionsteilnehmer Ezio Alimonta, Renato Valentini und Toni Masé erreichten am 28. August den Gipfel. Die Aufstiegsroute verlief vom Latok Cirque über den Südgrat und Südgipfel zum Hauptgipfel.